# 上野原 (榛東村)
上野原（うえのはら）は群馬県北群馬郡榛東村の大字である。郵便番号は370-3505。

## 地理
榛名山の東の裾野に位置しており、面積は約2.86平方キロメートル。地区内を大きな河川は流れていない。

### 山
- 吾妻山

## 世帯数と人口
2020年(令和2年)10月1日現在の世帯数と人口は以下の通りである。
|        | 世帯数 | 人口 |
| ------ | ------ | ---- |
| 上野原 | 0世帯  | 0人  |

## 小・中学校の学区
村立小・中学校に通う場合学区は以下の通りとなる。
|                | 小学校           | 中学校             |
| -------------- | ---------------- | ------------------ |
| 12区（吾妻山） | 榛東村立北小学校 | 榛東村立榛東中学校 |

## 交通
地区内を公共交通機関は通っていない。
- 群馬県道153号水沢足門線